# Charlotte von Gwinner
Charlotte „Lotti“ von Gwinner (Ehename: Charlotte von Wedel; * 13. Oktober 1891 in Berlin; † 20. Mai 1972 in Starnberg) war eine deutsche Schriftstellerin.

## Leben
Charlotte von Gwinner war eine Tochter des Bankdirektors Arthur Gwinner und der Anna Speyer, einer Tochter des Bankiers Philipp Speyer, und eine Enkelin von Wilhelm Gwinner, des Freundes und Testamentsvollstreckers von Arthur Schopenhauer. Ihr Großvater und damit die Familie wurden 1908 in den erblichen Adelsstand erhoben.
Am 31. Mai 1917 heiratete sie in Krumke, dem altmärkischen Gut ihres Vaters, der damals Sprecher des Vorstandes der Deutschen Bank war, den Bergrat und späteren Rittmeister d. R. Berndt Janusch Bogislav von Wedel (* 1. Mai 1882 Belgard in Pommern; † 25. Juli 1935 Berlin), einen Sohn des Landwirts Bogislav von Wedel(-Komptendorf) und der Anna von Berndt. Die Ehe blieb kinderlos und wurde 1921 geschieden.
Charlotte von Gwinner lebte bis Kriegsende in Berlin-Charlottenburg und danach in Oberbayern. Sie arbeitete zeitweise als Photographin. Ihre Veröffentlichungen erschienen bis 1943 unter ihrem Mädchennamen, seither unter dem Namen „Charlotte von Wedel“, unter dem sie 1966 Ehrenmitglied der Schopenhauer-Gesellschaft wurde.

## Schriften
- Herausgeberin: Wilhelm von Gwinner: Arthur Schopenhauer aus persönlichem Umgang dargestellt. Kritisch durchgesehen und mit einem Anhang neu herausgegeben von Charlotte von Gwinner. F. A. Brockhaus, Leipzig 1922.
- Herausgeberin:  Wilhelm Gwinner: Arthur Schopenhauer, aus persönlichem Umgang dargestellt: Ein Blick auf sein Leben, seinen Charakter u. seine Lehre. Kramer, Frankfurt am Main, 1963. 2. Aufl. Kramer, Frankfurt am Main, 1987. ISBN 978-3-7829-0349-3.
- Herausgeberin: Arthur Schopenhauer: Reisetagebücher aus den Jahren 1803–1804. F. A. Brockhaus, Leipzig 1923.
- Franz Kuypers, Charlotte von Gwinner Griechenland. Mit 96 Bildtafeln nach Originalaufnahmen von Charlotte von Gwinner und einer Übersichtskarte. F.Bruckmann AG, München 1935.
- Charlotte von Gwinner: Sieben Briefe von Caroline Medon an Arthur Schopenhauer. 30. Jahrbuch der Schopenhauer-Gesellschaft, 1943, S. 207–213.
- Kurt Lange, Charlotte von Wedel Ägypten. Landschaft und Kunst. Deutscher Kunstverlag Berlin, 1943.
- Charlotte von Wedel: Arthur von Gwinner. 43. Jahrbuch der Schopenhauer-Gesellschaft, 1962, S. 83–85.